# Beat It
Beat It (Fot el camp!) és una cançó escrita i interpretada per l'artista nord-americà Michael Jackson i coproduïda per Quincy Jones per al seu segon àlbum com a solista, Thriller (1982). Va ser la tercera cançó de l'àlbum llançada com a senzill, seguint a «The Girl Is Mine» (un duet amb Paul McCartney) i «Billie Jean». «Beat It» va guanyar dos premis Grammy en les categories de la «millor gravació de l'any» i «millor veu masculina de rock». Com a curiositat destaca que el solo que apareix a de la cançó va ser gravat pel guitarrista Eddie Van Halen. També va ser nominada per a cançó de l'any juntament amb «Billie Jean», del mateix Jackson. La revista Rolling Stone la va classificar en el lloc 337 en la seva llista de les 500 millors cançons de tots els temps. El 13 de març de 2006, «Beat it» va ser rellançada com a senzill al Regne Unit com a part de «Visionary - The Video Singles». La cançó va causar enrenou al Regne Unit, el que li va valer a Michael Jackson per estar en boca de tots i tornar a les botigues amb sorollós èxit de vendes. Beat It, una de les cançons més famoses en tota la carrera de Michael Jackson, ha rebut crítiques favorables i ha guanyat molts premis. Fins i tot, el 2008, el grup Fall Out Boy va fer-ne una versió, amb la col·laboració de John Mayer.

## Història
En els anys que precedien directament a aquesta cançó, Jackson havia compost i diverses de les seves cançons. El seu àlbum Off the Wall, llançat el 1979 i produït per Quincy Jones, incorporava dues de les seves composicions: «Don't Stop 'til You Get Enough» i «Working Day And Night», així com un tercer co-escrit amb Louis Johnson, «Get On The Floor». En molts aspectes, l'àlbum «Off The Wall» va servir com a avís de tot el que estava per venir. Jackson havia causat sensació en un sector de la població que escoltava R & B i també en part de la població general, amb el seu rock, els seus balls i les seves posades en escena.
Amb «Thriller», Jackson i Jones van intentar sobrepassar aquesta gesta. Una de les seves ambicions era incloure una cançó rock a l'àlbum nou.
Començant directament amb un gong recognoscible (d'un NED Synclavier), que ràpidament es transforma en un igualment recognoscible ritme de bateria, que acaba amb un riff de guitarra. La lletra de «Beat it» és una advertència per evitar la lluita i la violència a tot preu, especialment quan sembla que és l'honor el que està en joc. (»Show them how funky strong is your fight», «Ensenya'ls el fort que és la teva lluita») i Jackson ho canta poderosament, prop del límit del seu registre.
Eddie Van Halen, del grup de rock Van Halen va realitzar un solo de guitarra elèctrica a la zona mitjana de la cançó. Segons Jones, quan va entrar en contacte amb el guitarrista per a aparèixer en la cançó, Van Halen no va creure que Jones era qui ell va dir que era, ni tampoc va creure que l'oferta fos veritat. No obstant això, Eddie va proporcionar l'element que distingiria la cançó sobre altres de Jackson fins ara.
Van Halen no va sol·licitar cap pagament per la seva aparició. Va gravar la seva banda mentre que Jackson estava gravant altres fragments de «Billie Jean». Segons una història, un tècnic que no sabia que Van Halen començava una presa va colpejar una porta a l'estudi. Després d'escoltar la presa es va decidir, de comú acord, deixar aquest error dins de la cançó, els cops a la porta són clarament audibles just abans del llançament del solo de guitarra de Van Halen. Segons una altra història, la sessió va ser curta; Van Halen va entrar en l'estudi i va fer tot just dues preses per al sol i va quedar ok.

## Vídeo musical
El videoclip de «Beat it», dirigit per Bob Giraldi i coreografiat per Michael Peters, va ajudar a Michael a establir-se com a icona internacional del pop. Famós per la seva coreografia grupal sincronitzada va comptar amb la presència de gent pertanyent a bandes de veritat i 18 ballarins professionals. Inspirat en el musical de Broadway West Side Story el vídeo va costar a Michael $ 150.000 després que la CBS rebutgés finançar-lo.
El vídeo comença amb els membres de dues bandes corrent la veu per reunir-se i lluitar entre ells. Michael, recolzat al seu llit, parla sobre l'absurd de la violència. A mesura que els dos bàndols s'acosten més i més al lloc de l'enfrontament Michael surt del seu llit i vestit amb una caçadora de cuir vermell es dirigeix també al mateix lloc. Ell interromp la baralla entre els caps rivals i tots junts ballen una coreografia entenent que amb la violència no s'arriba enlloc.
El vídeo va tenir bona crítica i va rebre nombrosos premis i mencions dels American Music Awards, Black Gold Award, Billboard Video Awards, etc.

## Versions
Fins ara, només una banda va fer un cover llançat com senzill, la banda nord-americana Fall Out Boy, inclosa en el seu àlbum  Folie à Deux. El vídeo mostra a la banda caminant per una mena de barri xinès amb joves, persones i guàrdies fent passos de Michael Jackson, al final mostren a la banda lluitant amb un sucs que quan els boten a terra fan el famós pas de Thriller, també mostren a persones vestides amb vestits de Karate, però en lloc de practicar aquesta ciència, ballen. L'any 2009, el llegendari grup Metallica es fa el intro de la cançó en un concert a SONISPHERE, a Alemanya i el líder James Hetfield va reconèixer la influència que va ser una part d'aquesta cançó pel guitarrista Kirk Hammett.

## Guardons
Premis
- 1984: Grammy a la gravació de l'any

## Curiositats
- El vídeo de «Beat it» va ser parodiat per «Weird Al» Yankovic amb el nom de «Eat it».
- Va ser inclosa en el joc Guitar Hero World Tour.
- És un dels temes principals de la trilogia Back to the Future. Se sent durant l'escena en què el protagonista (Marty McFly) entra, en el seu viatge a 2015, a una cafeteria que fa referència als anys 80, en la segona pel·lícula de la trilogia.
- El 2008 es va incloure una versió de «Beat It» en el disc del 25è aniversari de Thriller, però amb les veus de Michael Jackson i Fergie.
- En el minut 3:07 del vídeo se sent que algú toca una porta.
- És inclòs en l'escena del duel passarel·la de la pel·lícula Zoolander de Ben Stiller.
- En el joc Michael Jackson's MOONWALK de Sega Genesis i Sega Master System, la cançó sonava una vegada i una altra en el nivell 2 del joc.
- En el capítol de iCarly on els nois ballen, Freddie fa una interpretació de la cançó.